# Happa-tai
 (avril 2019).
Happa-tai (はっぱ隊, Brigade des feuilles), ou Green Leaves (feuilles vertes) dans les pays anglophones, est un groupe de musique japonais.
Ils se sont rendus célèbres grâce à leur musique YATTA! diffusée sur internet.

## Membres
- Taizō Harada
- Ken Horiuchi
- Jun Nagura
- Kiyotaka Nanbara
- Jun Ōki
- Noboru Ōuchi

## Discographie
- 2001 : YATTA!